# Bockshornklee
Der Bockshornklee (Trigonella foenum-graecum), auch Griechisch Heu oder Griechischer Bockshornklee genannt, ist eine Pflanzenart aus der Gattung Trigonella in der Unterfamilie der Schmetterlingsblütler (Faboideae) innerhalb der Familie der Hülsenfrüchtler (Fabaceae). Er ist eng verwandt mit dem Schabzigerklee (Trigonella caerulea).

## Beschreibung
Alle Pflanzenteile weisen einen starken Geruch auf.

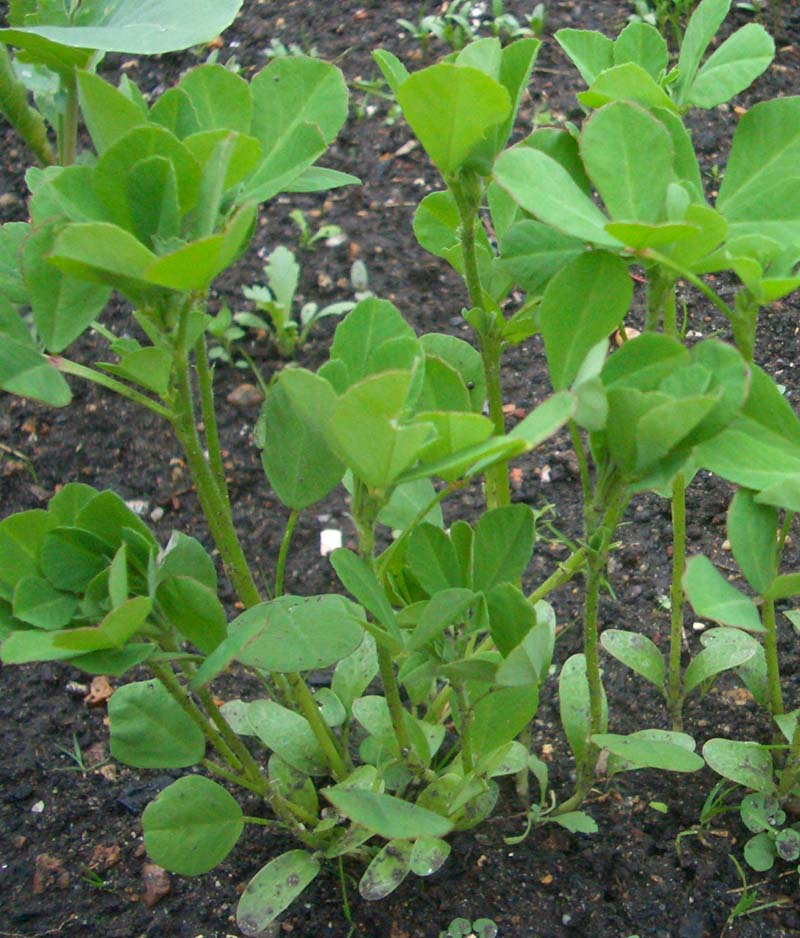
Junge Pflanzenexemplare

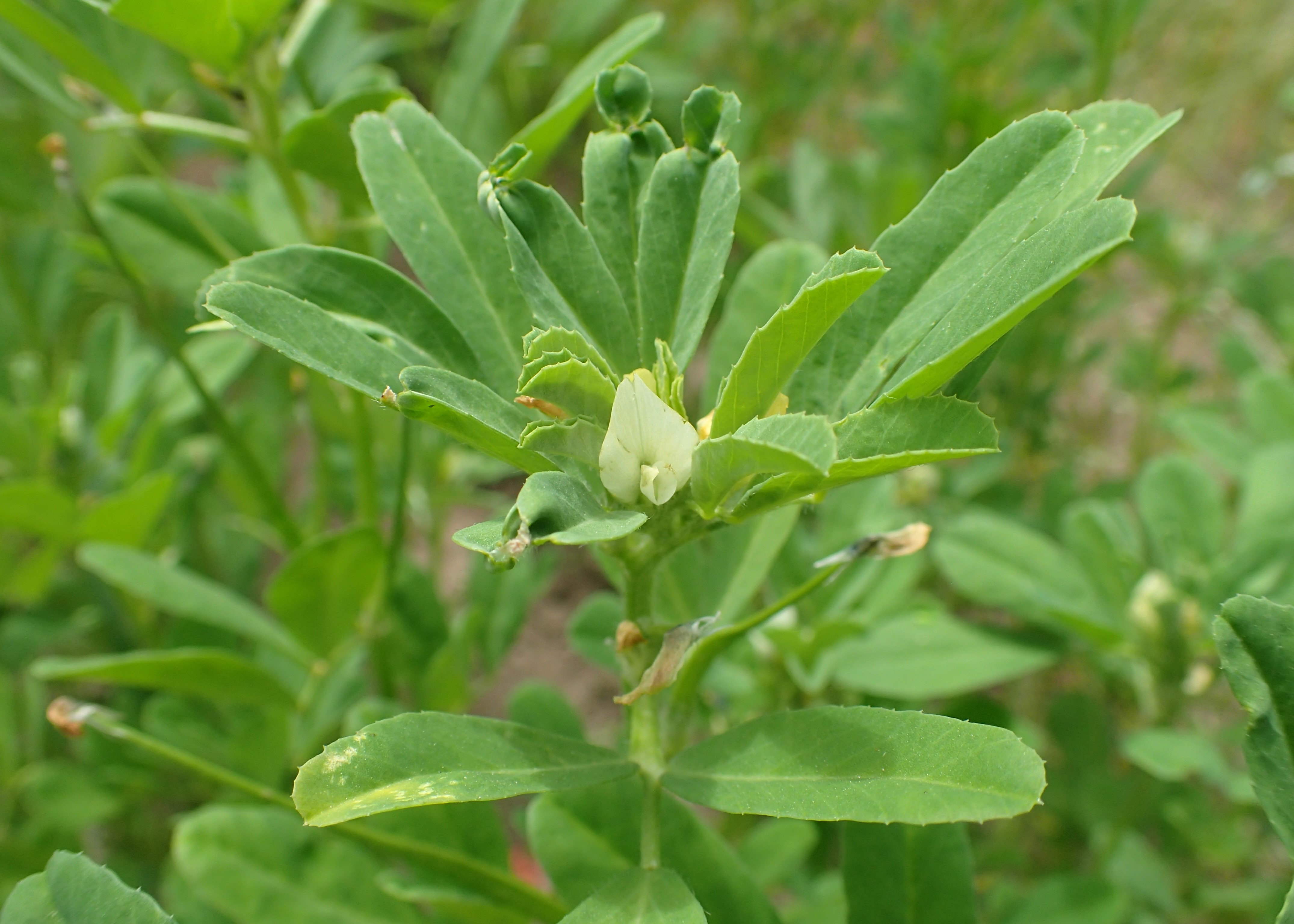
Laubblätter und Blüte

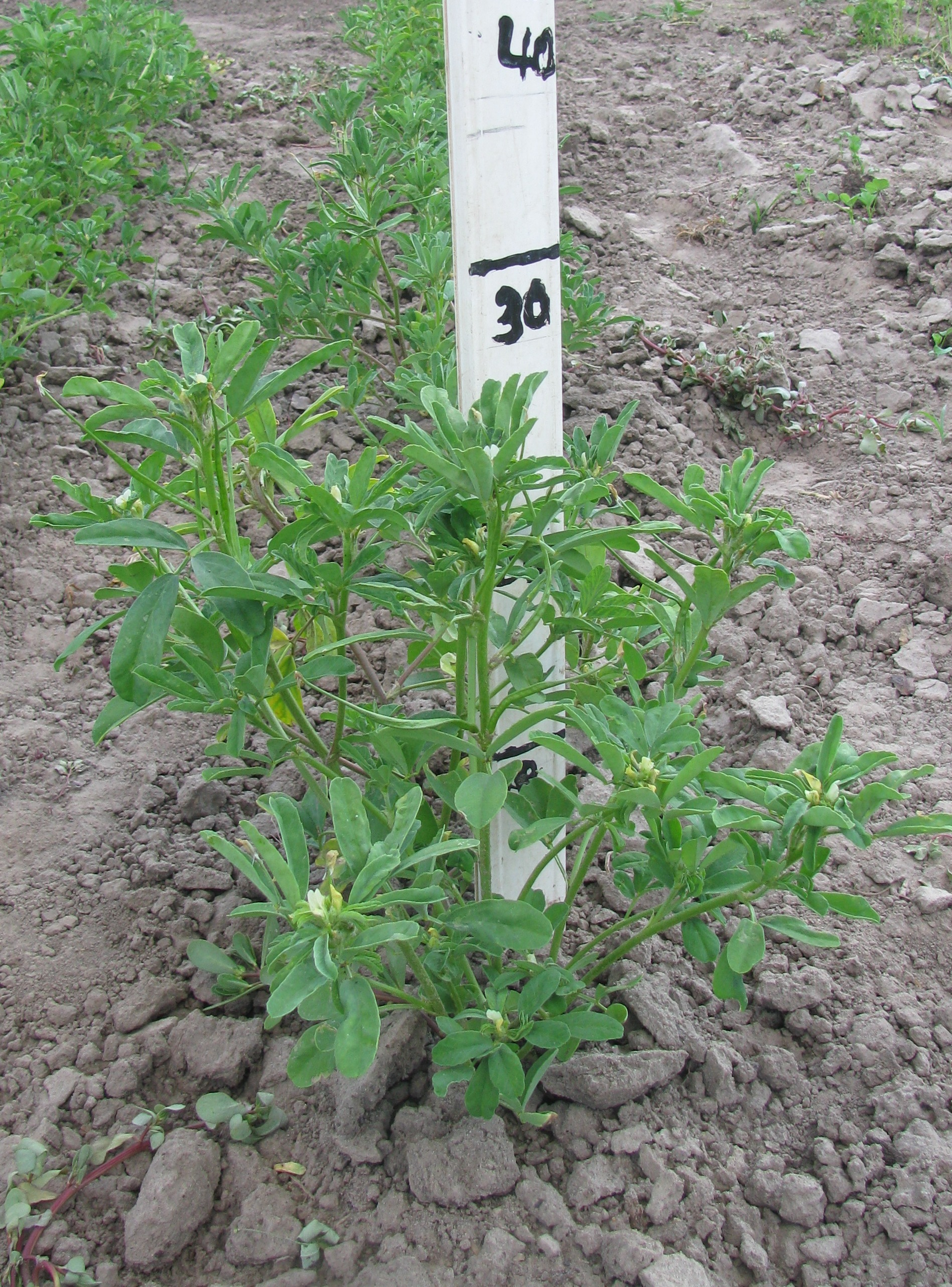
Habitus

### Vegetative Merkmale
Der Bockshornklee wächst als einjährige krautige Pflanze, die Wuchshöhen von 30 bis 80 Zentimetern erreicht. Sie bildet eine lange Pfahlwurzel und faserige Seitenwurzeln aus. Die aufrechten, runden Stängel sind verzweigt.
Die kleeartigen Laubblätter sind in Blattstiel und geteilte Blattspreite gegliedert. Die Blattstiele sind 6 bis 15 Millimeter lang. Die drei gleichen Blättchen sind bei einer Länge von 1,5 bis 4 Zentimetern sowie einer Breite von 0,4 bis 1,5 Zentimetern länglich-verkehrt-eiförmig, eiförmigen bis länglich-elliptischen. Die Ränder der Blättchen sind von der Hälfte an bis zu den Enden gesägt. Die einfachen, häutigen Nebenblätter sind mit der Basis des Blattstieles verwachsen.

### Generative Merkmale
Die Blütezeit reicht von April bis Juli. Die Blüten stehen einzeln oder in Paaren an kurzen Stielen in den Blattachseln.
Die zwittrigen Blüten sind relativ klein, zygomorph mit doppelter Blütenhülle (Perianth) und typische Schmetterlingsblüten. Der behaarte Kelch ist 7 bis 8 Millimeter lang. Die Blütenkrone ist etwa doppelt so lang wie der Kelch. Die 13 bis 18 Millimeter langen Blütenkronblätter sind cremefarben bis hell gelblich-weiß und am Grunde hell-violett. Die Flügel sind halb so lang wie die Fahne. Das Schiffchen ist rundlich und kaum länger als der Kelch. Das behaarte Fruchtblatt enthält viele Samenanlagen.
Die Früchte reifen von Juli bis September. Die Hülsenfrüchte sind bei einer Länge von 7 bis 12 Zentimetern sowie einer Breite von 0,4 bis 0,5 Zentimetern relativ lang, schmal und hornförmig; sie gaben den Pflanzennamen. In den Hülsenfrüchten befinden sich 10 bis 20 Samen. Die Samen sind bei einer Länge von 3 bis 5 Millimetern und einem Durchmesser von 2 bis 3 Millimetern länglich-eiförmig. Die harten Samen sind von einer zähen Haut umgeben und sind ockergelb bis hell-braun, manchmal auch mit leicht rötlichen oder grünlichen Schattierungen. Beim Zerreiben verströmen die Samen einen intensiven Geruch.
Die Chromosomenzahl beträgt 2n = 16.

## Standorte
Der Bockshornklee bevorzugt Standorte mit viel Sonnenlicht und eher lehmigem Boden. Er toleriert auch eine hohe Bodenversalzung und Trockenheit.

## Taxonomie
Die Erstveröffentlichung von Trigonella foenum-graecum erfolgte 1753 durch Carl von Linné in Species Plantarum, Tomus II, Seite 777–778.

## Name
Das Artepitheton foenum-graecum (lateinisch foenum graecum, auch fenum grecum und fenugrecum sowie foenugraecum geschrieben) bedeutet „Griechisches Heu“ und ist ein seit der Antike belegter lateinischer Name der Art und der Droge Bockshornklee. Weitere deutsche Trivialnamen sind Bockshorn, Kuhhornklee, Ziegenhorn, Hirschwundkraut, Rehkörner, feine Grete, Filigrazie, fīn gretslīn bōne, Schöne Margreth, Siebenzeit(en), Siebengezeugsamen, Stundenkraut, Methika und Philosophenklee.

## Vorkommen und Anbau

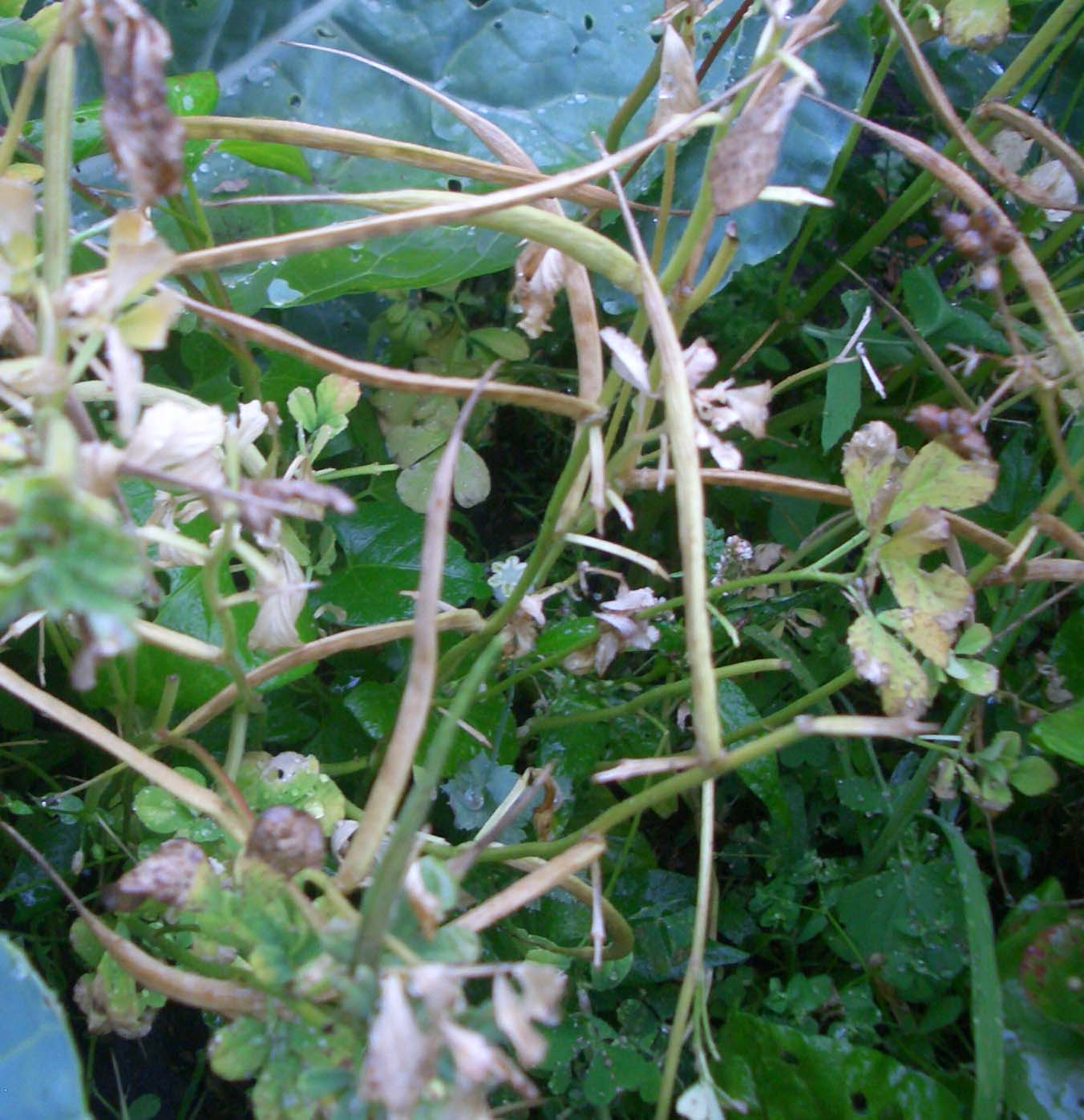
Hülsenfrüchte

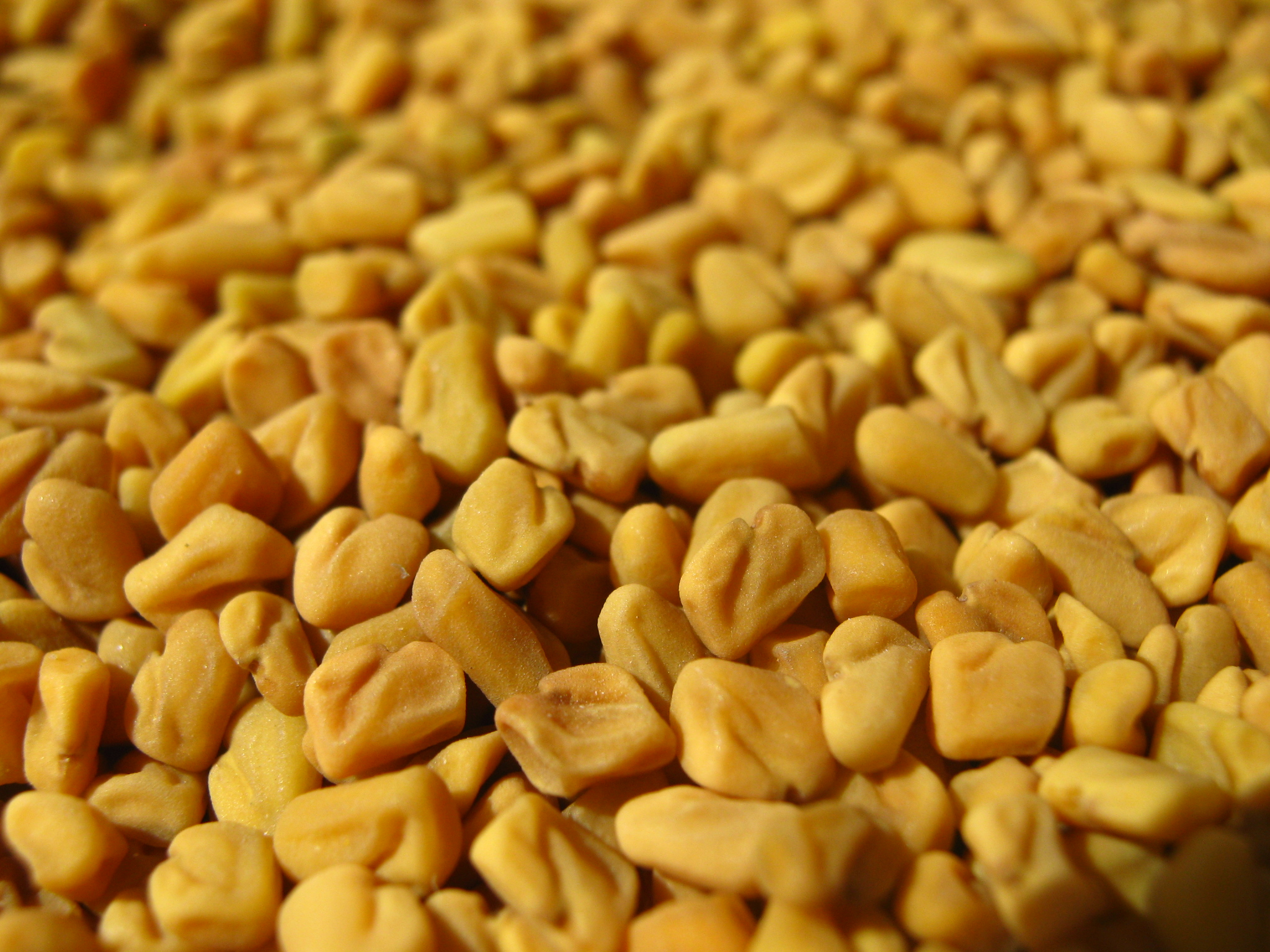
Bockshornkleesamen

Der Bockshornklee ist über das südliche Europa, Afrika, den Nahen Osten, Indien, China und Australien verbreitet. Er kommt bis ins südliche und mittlere Deutschland angebaut vor. Hauptanbaugebiete sind Marokko und Indien. Kleinere Mengen werden für Stilltees und andere Zwecke in Deutschland (100 ha) und Frankreich (500 ha) angebaut. Nach Helmut Gams ist er in diesem Gebiet vollkommen eingebürgert.

## Geschichte

### Vorgeschichtliche Zeit und Antike
Der Bockshornklee wurde bereits im Chalkolithikum domestiziert, verkohlte Samen stammen etwa aus Tell Halaf. Nach genetischen Untersuchungen liegt sein Domestikationsgebiet im Mittleren Osten und am Mittelmeer. Ein eisenzeitlicher Nachweis gelang im Tell von Deir Alla im Jordantal.
In Kanmer (Gujarat) wurden Samen von Bockshornklee in den Schichten der späten Harappa-Kultur nachgewiesen. Er wird auf der Artenliste des Kräutergartens des babylonischen Königs Marduk-apla-iddina II. (regierte ab 721 v. Chr.) aufgeführt.
Im Grab des Pharaos Tutenchamun wurden Samen des Bockshornklees gefunden.

### Mittelalter
Bereits am Nil und im Mittelmeerraum angebaut, gelangte der Bockshornklee über die altgriechische und römische Medizin auch ins Abendland, wo er um 800 auch im Lorscher Arzneibuch zu finden ist. Nördlich der Alpen bemühten sich Benediktinermönche, ihn in den Klostergärten zu akklimatisieren. Im Capitulare de villis (verfasst etwa 795) wird sein Anbau von Karl dem Großen angeordnet. Hildegard von Bingen nennt das „griechische Heu“ als Heilmittel gegen Hautkrankheiten.
Von etwa 1200 bis zum 17. Jahrhundert wird die Pflanze mit ihren medizinische Anwendungen in vielfältigen Publikationen genannt, insbesondere als Haarwuchsmittel.
Der islamische Prophet Mohammed soll gesagt haben: „Wenn meine Leute wüssten, wie viel Heilkraft im Bockshornklee enthalten ist, dann würden sie ihn kaufen und sein Gewicht in Gold aufwiegen“. Im muslimischen Kulturkreis finden sich außer den oben genannten medizinischen Anwendungen viele weitere, unter anderem Bockshornkleesprossen gegen Haarausfall bei Männern, den Samen zur Behandlung von Diabetes mellitus oder bei Menstruationsbeschwerden.

### Neuzeit
In einer Doppelblindstudie mit 50 Parkinsonpatienten konnte unter der Behandlung mit einem Bockshornkleeextrakt ein signifikanter Rückgang einzelner Symptome festgestellt werden. Die beteiligten Wissenschaftler vermuten, dass Bockshornklee möglicherweise die Schädigung dopaminerger Nervenzellen verzögern kann.
Bockshornklee enthält die Aminosäure Histidin, die angeblich Leberschädigungen entgegenwirken soll. Als Aufguss ist er vor allem in China, Indien und Tibet bekannt. Er wird dort als Hustenmittel und zur Reinigung der Atemwege eingesetzt. Zudem enthält er Diosgenin (s. a. Dioscorea villosa), einen Wirkstoff, der möglicherweise gegen Dickdarmkrebs eingesetzt werden kann. In Indien wird der Bockshornkleesamen als Aromatikum, Carminativum, Tonikum und Aphrodisiakum und ein Aufguss wurde bei Pocken zur Kühlung eingesetzt.
Bockshornkleesamen werden in der Pflanzenheilkunde bei leichterem oder als Begleitmedikation auch bei schwererem Diabetes mellitus eingesetzt. Bockshornkleesamen sind als Teebeutel, als Pulver oder als fertige Auflagen erhältlich. Darüber hinaus gibt es im Handel Nahrungsergänzungsmittel mit Bockshornkleesamenpulver oder Bockshornkleesamenkonzentrat.
Sebastian Kneipp lobte diese Pflanze und setzte sich für ihren Anbau ein: „Foenum graecum ist das beste von allen mir bekannten Heilmitteln zum Auflösen von Geschwülsten und Geschwüren.“
Aus den Samen des Bockshornklees kann ein fettes Öl mit Triglyceriden der Linolen-, Palmitin-, Linol- und Ölsäure gewonnen werden. Sie enthalten Lecithin und Phytosterin, Schleimstoffe, Saponine und Sapogenine, die Vitamine A und D, Trigonellin, Phosphor und Cholin, das angeblich einer Verfettung der Leber entgegenwirkt, den Stoffwechsel positiv beeinflussen und einer Arteriosklerose vorbeugen soll. Durch Kneipp wurde die Verwendung des Bockshornklees in der Volksheilkunde neu belebt. Die starke Nachfrage löste neuerlichen Anbau aus.

### EHEC-Epidemie
In Deutschland trat von Anfang Mai bis Ende Juli 2011 eine EHEC-Epidemie mit 53 Toten und Hunderten von Erkrankten auf. Nahezu alle betroffenen Personen lebten in Norddeutschland oder hielten sich zeitweise dort auf. Für die Behörden und die Mehrheit der mit der Epidemie befassten Wissenschaftler gelten Bockshornkleesamen, die von Ägypten an einen deutschen Biogartenbaubetrieb exportiert wurden, mit großer Wahrscheinlichkeit als Quelle des Erregers.

## Küche
Im Nahen Osten, in Nordafrika und in Spanien wird Bockshornklee als Nahrungsmittel oder Futterpflanze angebaut und geröstet, gekocht oder frisch verzehrt. Darüber hinaus wird er als Gewürz verwendet, beispielsweise werden die Samen – wie auch Schabzigerklee – in Südtirol als Brot- oder Käsegewürz verwendet. In der indischen Küche finden sowohl die Samen – mitunter als Bestandteil von Currypulver – als auch die frischen oder getrockneten Blätter Verwendung in zahlreichen Zubereitungen. Bockshornkleesamen sind ein Bestandteil der bengalischen Gewürzmischung Panch Phoron. Bockshornklee ist Bestandteil der türkischen Gewürzpaste Çemen, die u. a. die Trockenfleischspezialität Pastırma ummantelt. Die Keimlinge werden als würzende Zutat Salaten beigemischt oder als Sprossengemüse verzehrt. Der intensive Geruch von Bockshornklee wird durch den Gehalt an Sotolon hervorgerufen und kann sich nach dem Konsum auch im Körpergeruch und Körperflüssigkeiten wiederfinden.